# Micro-Cap
Micro-Cap è un editor di circuiti elettronici e un simulatore analogico/digitale, che permette agli ingegneri elettronici il disegno interattivo e la simulazione. È sviluppato da Spectrum Software, e la prima versione è stata distribuita nel 1982, costantemente ampliato e migliorato attualmente è alla versione 12.
Il nome Micro-Cap deriva da "Microcomputer Circuit Analysis Program", il suo predecessore è stato il "Logic Designer and Simulator", distribuito nel giugno del 1980. Questo programma è stato il primo editor di circuiti integrati con la funzione di simulazione logica disponibile per personal computer. È stato il primo a permettere la creazione di circuiti e la loro simulazione.
Nel Luglio del 2019 la società Spectrum Software è stata chiusa e il suo software Micro-Cap è diventato Freeware, in precedenza era sotto licenza a pagamento. Spectrum Software non fornisce più supporto tecnico sul software o aggiornamenti.

## Storico Versioni
- 1982 Micro-Cap
- 1984 Micro-Cap 2
- 1988 Micro-Cap 3
- 1992 Micro-Cap 4
- 1995 Micro-Cap 5
- 1997 Micro-Cap 5 2.0
- 1999 Micro-Cap 6
- 2001 Micro-Cap 7
- 2004 Micro-Cap 8
- 2007 Micro-Cap 9
- 2010 Micro-Cap 10
- 2013 Micro-Cap 11
- 2018 Micro-Cap 12 - Ultima versione disponibile